# Palais Farnèse (Plaisance)
Pour les articles homonymes, voir Palais Farnèse (homonymie).
Le palais Farnèse (Palazzo Farnese) est un des plus importants monuments de la ville de Plaisance, situé près de la piazza Cittadella, une des possessions de la famille Farnèse.
Octave Farnèse, second duc de Parme et Plaisance, confie à Francesco Paciotto, en 1558, la réalisation du palais mais il reste inachevé.
À l'intérieur se trouvent le musée civique de la cité et les archives de l'État.

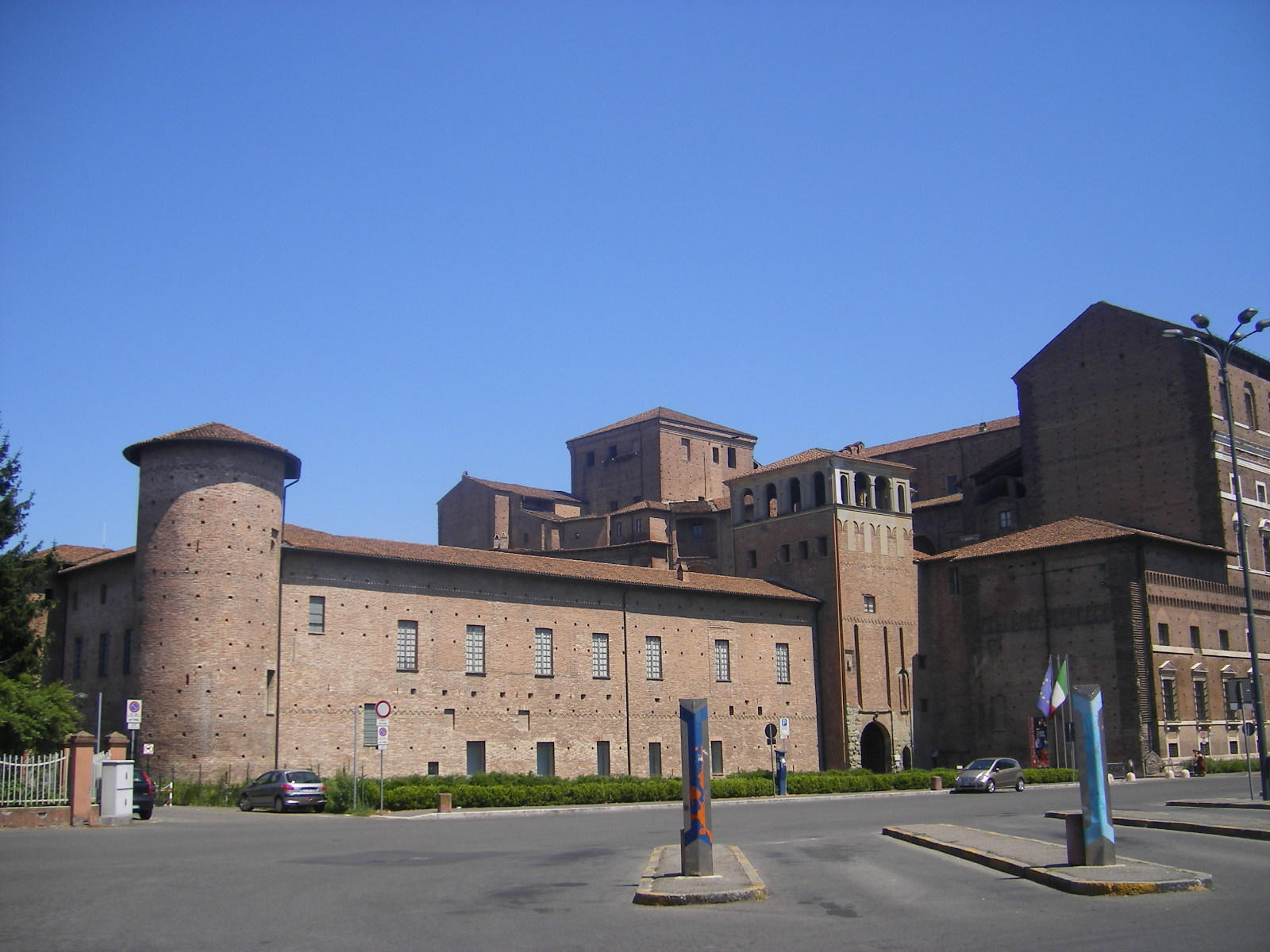
La partie ancienne du palais Farnèse avec l'ancienne structure à forteresse.

## Étages
- Piano terra : 
  - Musée du carrosse (différents modèles du XIXe siècle),
  - la salle consacrée au « foie de Plaisance », un modèle de divination par hépatoscopie des haruspices étrusques.
- Piano ammezzato : 
  - Musée de l'Unification italienne.
- Piano rialzato : 
  - Sculpture,
  - Section médiévale,
  - Armures,
  - Effets de Alexandre Farnèse et du pape Paul III.
- Primo piano : 
  - Effets de Élisabeth Farnèse,
  - Pinacothèque (en particulier le tondo de Botticelli : Madonna adorante il Bambino con San Giovannino)
  - Chapelle ducale.
- Secondo piano :
  - Archives de l'État.
- Situé dans la cour en face du Municipio :
  - Musée archéologique

### Le Cycle de l'Histoire de Paul III
Le peintre du XVIIIe siècle Sebastiano Ricci réalisa, entre 1687 et 1688, quinze huiles sur toiles sur le thème de l'histoire du pape Paul III : Paul III approuve la compagnie de Jésus ; Paul III approuve l'ordre des capucins ; Paul III parmi les cardinaux ; Paul III bénit une flotte partant contre les Sarrasins ; Paul III avec une statue de la Vierge ; Paul III et les cardinaux se rendant à Trente ; La Foi pointe vers une statue de Paul III ; Apothéose de Paul III ; Paul III approuve le projet du château de Piacenza.

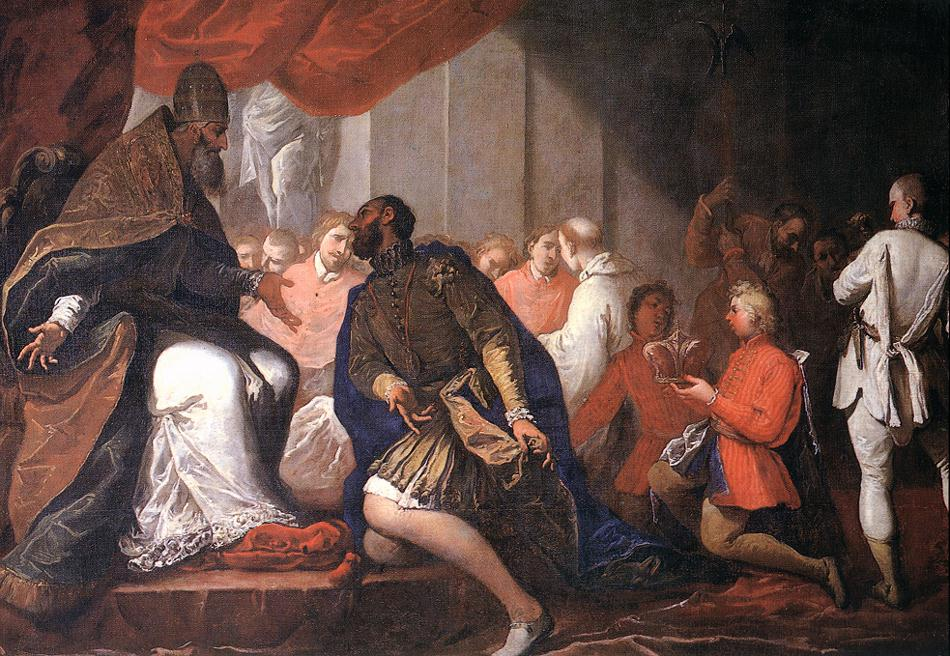
Paul III nomme son fils Pier Luigi, duc de Piacenza et de Parme.
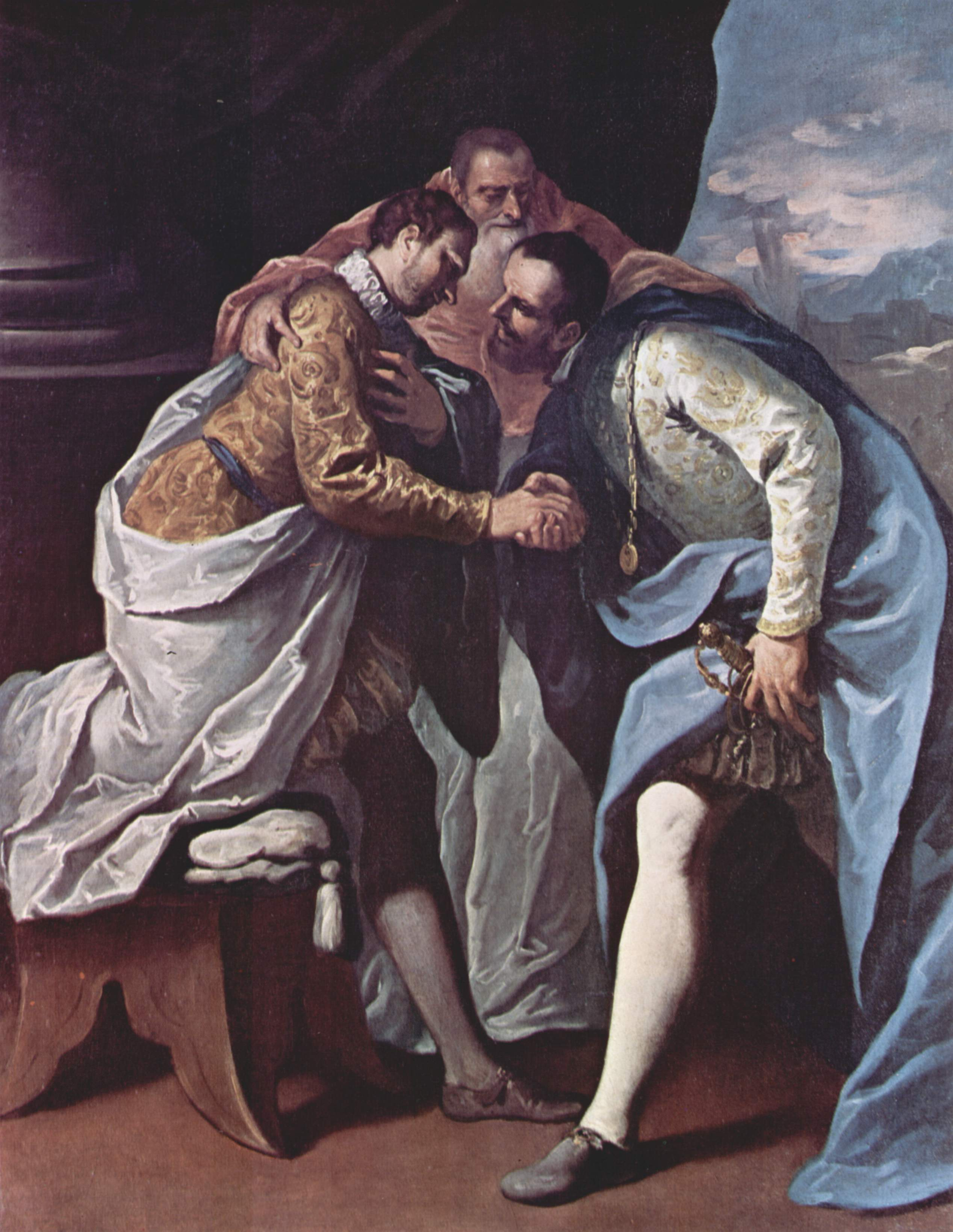
Paul III réconcilie François Ier et Charles Quint.
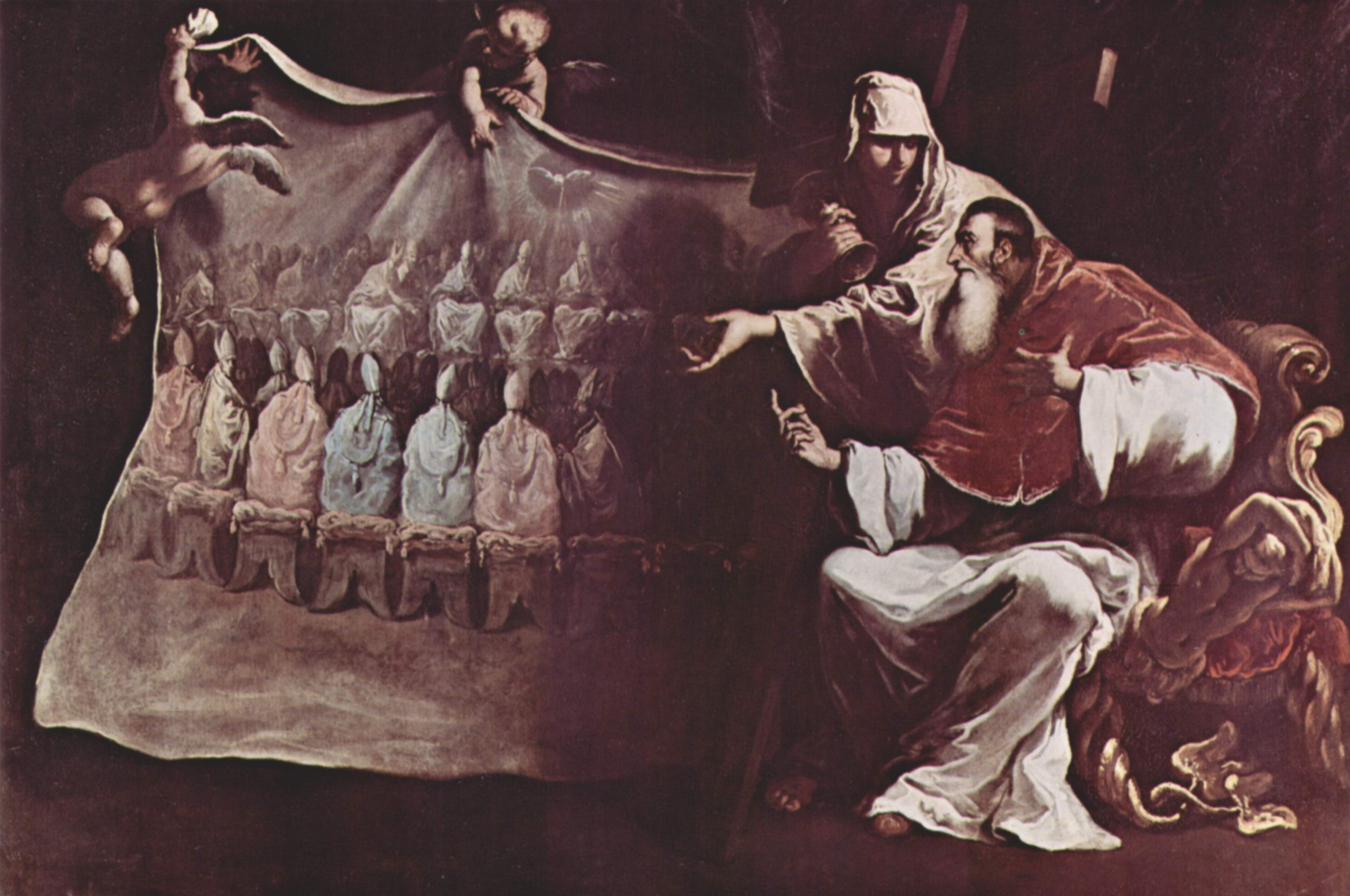
Paul III inspiré par la Foi pour convoquer le Concile de Trente.

## Musée duRisorgimento
Les collections du musée du Risorgimento sont principalement liées aux cinq journées de Milan, à la première guerre d'indépendance italienne, à la campagne d'Italie avec des pièces attribuable aux années 1848-1849 et 1859-1860. Il existe également des reliques datant de la période précédente comme l'établissement de la duchesse Marie-Louise d'Autriche (1816). Les expositions comprennent des uniformes militaires, des peintures, des armes, des documents, des journaux et des affiches. Une sous-section est consacrée à Giuseppe Manfredi de Plaisance, président du Sénat du royaume d'Italie entre 1908 et 1918.